# Secteur 6 (Bucarest)
Pour les articles homonymes, voir Secteur 6.
Le secteur 6 est l'une des six divisions administratives de la ville de Bucarest, capitale de la Roumanie.

## Géographie
Le secteur s'étend sur 3 800 hectares dans la partie ouest de la ville. Il est limitrophe des secteurs 1 au nord et 5 au sud.

## Politique
| Parti                           | Sièges |
| ------------------------------- | ------ |
| Parti social-démocrate (PSD)    | 9 / 27 |
| Parti national libéral (PNL)    | 8 / 27 |
| Alliance USR-PLUS (USR-PLUS)    | 8 / 27 |
| Parti Mouvement populaire (PMP) | 2 / 27 |

### Liste des maires
| Nom               | Parti | Parti | Début du mandat | Fin du mandat |
| ----------------- | ----- | ----- | --------------- | ------------- |
| Nicolae Vrăbiescu |       | PNȚCD | 1992            | 1996          |
| Ion Dinuță        |       | PNȚCD | 1996            | 2000          |
| Dan Darabonț      |       | PSD   | 2000            | 2004          |
| Cristian Poteraș  |       | PNL   | 2004            | 2012          |
| Rareș Mănescu     |       | PNL   | 2012            | 2016          |
| Gabriel Mutu      |       | PSD   | 2016            | 2020          |
| Ciprian Ciucu     |       | PNL   | 2020            | 2024          |